# ГПИ-37А
ГПИ-37А — плавающий гусеничный снегоболотоход. Ведущий конструктор Масленников В. А. . Предназначен для перевозки людей и грузов в условиях бездорожья, с буксировкой санных прицепов по снежной целине, болотам, с преодолением спокойных водных преград.
Нижняя часть корпуса обшита стальными листами. Верхняя часть кузова изготовлена из стеклопластика. В салоне кузова установлены сиденья для водителя и пяти пассажиров. В задней части кузова имеется багажное отделение на 100 кг груза. Силовой агрегат от автомобиля ГАЗ-21 установлен в передней части корпуса, трансмиссия, карданная и главная передачи машины унифицированы с агрегатами автомобиля ГАЗ-21. Механизм поворота — бортовые фрикционы. Система питания, электрооборудования и выхлопа стандартные автомобильные.
Ходовая часть состоит из 2-х резинотросовых гусеничных лент, сдвоенных опорных катков,
ведущих и направляющих колёс. Расположение ведущих колёс — заднее.

## Технические характеристики
- Собственная масса, т 0,46
- Грузоподъёмность, т 0,55
- Масса буксируемого прицепа, т 0,50
- Колея, мм 1400
- Длина, мм 3900
- Ширина, мм 1850
- Высота, мм 1800
- Дорожный просвет, мм 400
- Среднее удельное давление, кг/см²
- без груза 0,1
- с грузом 0,14
- Двигатель ГАЗ-21А
- Максимальная мощность, л.с. 75
- Максимальная скорость, км/час
- по шоссе 30
- по снежной целине 20
- Запас хода, км/час 150